# Bussunarits-Sarrasquette
Pour les articles homonymes, voir Bussunarits et Sarrasquette.
Bussunarits-Sarrasquette (Duzunaritze-Sarasketa en basque) est une commune française, située dans le département des Pyrénées-Atlantiques en région Nouvelle-Aquitaine.
Le gentilé est Duzunariztar.

## Géographie

### Localisation
La commune de Bussunarits-Sarrasquette se trouve dans le département des Pyrénées-Atlantiques, en région Nouvelle-Aquitaine.
Elle se situe à 114 km par la route de Pau, préfecture du département, à 59 km de Bayonne, sous-préfecture, et à 38 km de Mauléon-Licharre, bureau centralisateur du canton de Montagne Basque dont dépend la commune depuis 2015 pour les élections départementales.
La commune fait en outre partie du bassin de vie de Saint-Jean-Pied-de-Port.
Les communes les plus proches sont : 
Saint-Jean-le-Vieux (1,7 km), Ahaxe-Alciette-Bascassan (1,7 km), Bustince-Iriberry (2,7 km), Aincille (2,8 km), Lacarre (3,0 km), Jaxu (4,0 km), Lecumberry (4,1 km), Caro (4,1 km).
Sur le plan historique et culturel, Bussunarits-Sarrasquette fait partie de la province de la Basse-Navarre, un des sept territoires composant le Pays basque,. La Basse-Navarre en est la province la plus variée en ce qui concerne son patrimoine, mais aussi la plus complexe du fait de son morcellement géographique. Depuis 1999, l'Académie de la langue basque ou Euskalzaindia divise la Basse-Navarre en six zones,. La commune est dans le Pays de Cize (Garazi), au sud-est de ce territoire.

### Communes limitrophes
Les communes limitrophes sont  Ahaxe-Alciette-Bascassan, Bustince-Iriberry, Gamarthe, Hosta, Ibarrolle, Lacarre, Lecumberry et Saint-Jean-le-Vieux.
| Bustince-Iriberry   | Lacarre                  | Gamarthe         |
| Saint-Jean-le-Vieux | Bussunarits-Sarrasquette | Ibarrolle, Hosta |
|                     | Ahaxe-Alciette-Bascassan | Lecumberry       |

### Hydrographie

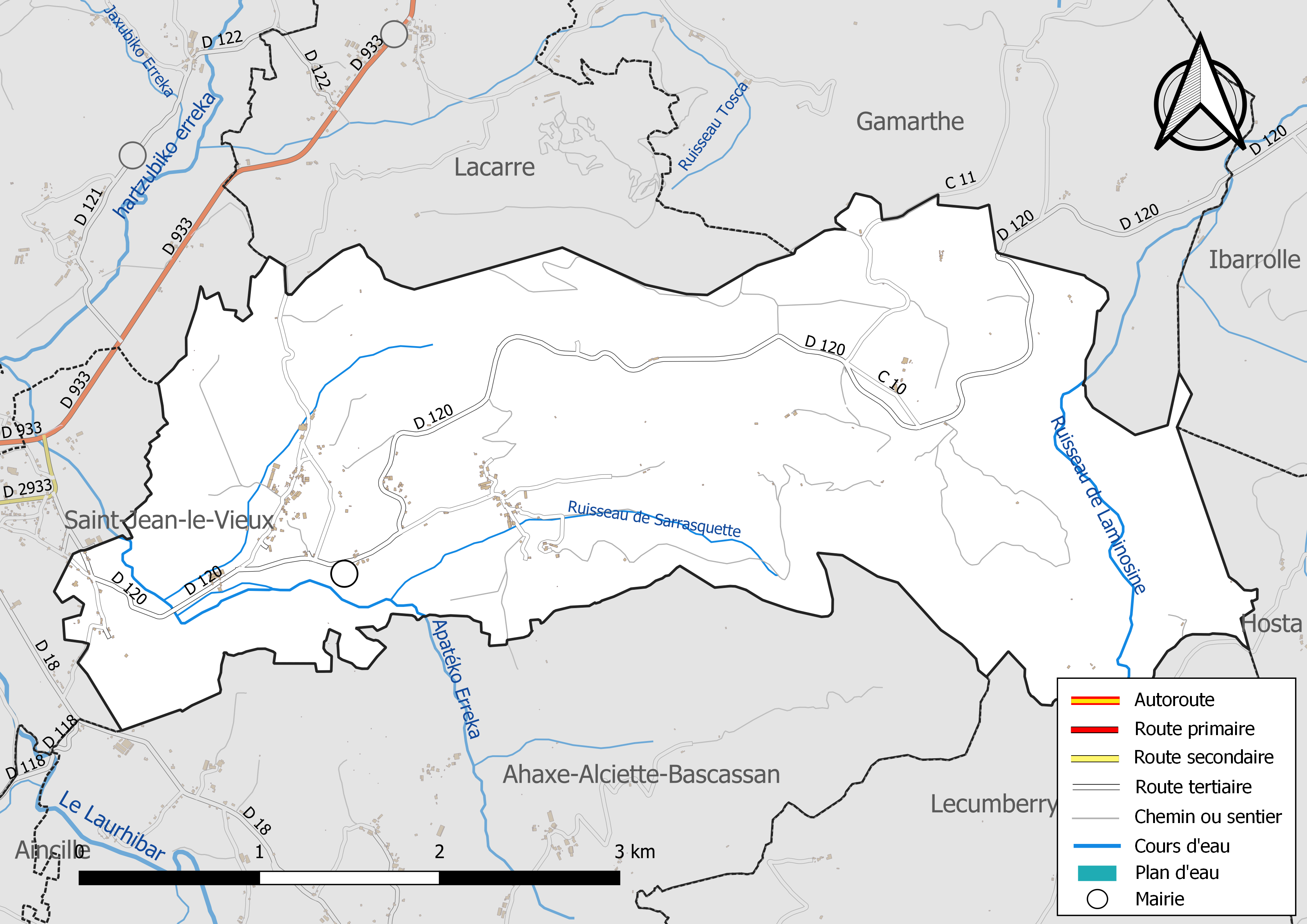
Réseaux hydrographique et routier de Bussunarits-Sarrasquette.

La commune est drainée par Apatéko erreka, le ruisseau de Laminosine, bras de l'aphateko erreka, le ruisseau de Sarrasquette, et par divers petits cours d'eau, constituant un réseau hydrographique de 10 km de longueur totale,.

### Climat
Pour des articles plus généraux, voir Climat de la Nouvelle-Aquitaine et Climat des Pyrénées-Atlantiques.
Historiquement, la commune est exposée à un micro climat océanique basque.  
En 2020, Météo-France publie une typologie des climats de la France métropolitaine dans laquelle la commune est exposée à un climat de montagne et est dans la région climatique Pyrénées atlantiques, caractérisée par une pluviométrie élevée (>1 200 mm/an) en toutes saisons, des hivers très doux (7,5 °C en plaine) et des vents faibles.
Pour la période 1971-2000, la température annuelle moyenne est de 13,2 °C, avec une amplitude thermique annuelle de 12,8 °C. Le cumul annuel moyen de précipitations est de 1 554 mm, avec 12,2 jours de précipitations en janvier et 9,2 jours en juillet. Pour la période 1991-2020, la température moyenne annuelle observée sur la station météorologique la plus proche, située sur la commune de Bustince-Iriberry à 2 km à vol d'oiseau, est de 13,9 °C et le cumul annuel moyen de précipitations est de 1 327,4 mm,. Pour l'avenir, les paramètres climatiques de la commune estimés pour 2050 selon différents scénarios d’émission de gaz à effet de serre sont consultables sur un site dédié publié par Météo-France en novembre 2022.

### Milieux naturels et biodiversité

#### Réseau Natura 2000
Le réseau Natura 2000 est un réseau écologique européen de sites naturels d'intérêt écologique élaboré à partir des Directives « Habitats » et « Oiseaux », constitué de zones spéciales de conservation (ZSC) et de zones de protection spéciale (ZPS).
Deux sites Natura 2000 ont été définis sur la commune au titre de la « directive Habitats », : 
- « la Nive », d'une superficie de 9 473 ha, un des rares bassins versants à accueillir l'ensemble des espèces de poissons migrateurs du territoire français, excepté l'Esturgeon européen[22] ;
- « la Bidouze (cours d'eau) », d'une superficie de 2 570 ha, un vaste réseau hydrographique drainant les coteaux du Pays basque[23].

#### Zones naturelles d'intérêt écologique, faunistique et floristique
L’inventaire des zones naturelles d'intérêt écologique, faunistique et floristique (ZNIEFF) a pour objectif de réaliser une couverture des zones les plus intéressantes sur le plan écologique, essentiellement dans la perspective d’améliorer la connaissance du patrimoine naturel national et de fournir aux différents décideurs un outil d’aide à la prise en compte de l’environnement dans l’aménagement du territoire.
Deux ZNIEFF de type 2 sont recensées sur la commune, : 
- les « landes, bois et prairies du bassin de la Bidouze » (11 263,46 ha), couvrant 25 communes du département[25] ;
- le « massif des Arbailles » (14 782,04 ha), couvrant 13 communes du département[26].

## Urbanisme

### Typologie
Au 1er janvier 2024, Bussunarits-Sarrasquette est catégorisée commune rurale à habitat dispersé, selon la nouvelle grille communale de densité à sept niveaux définie par l'Insee en 2022.
Elle est située hors unité urbaine. Par ailleurs la commune fait partie de l'aire d'attraction de Saint-Jean-Pied-de-Port, dont elle est une commune de la couronne,. Cette aire, qui regroupe 22 communes, est catégorisée dans les aires de moins de 50 000 habitants,.

### Occupation des sols

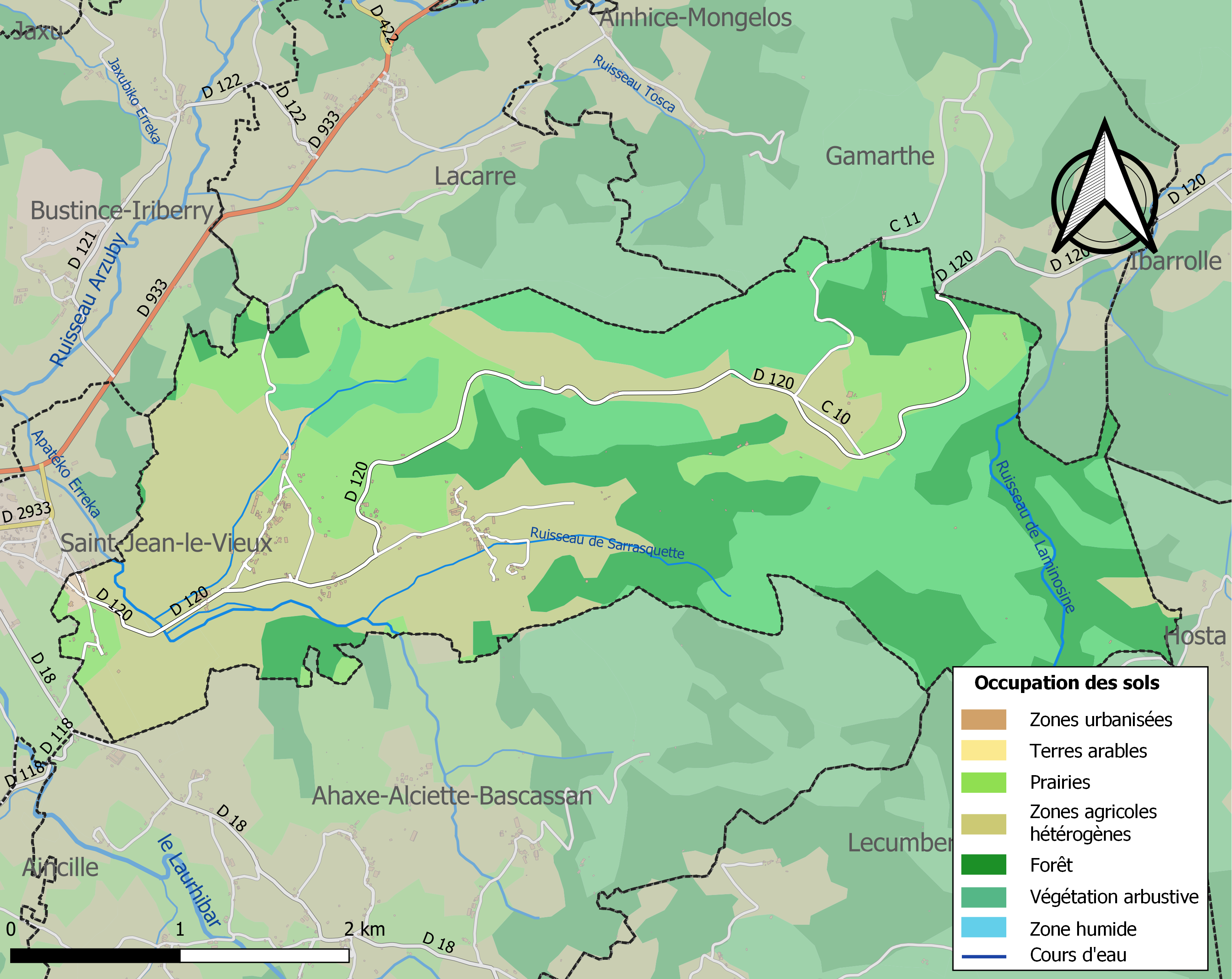
Carte des infrastructures et de l'occupation des sols de la commune en 2018 (CLC).

L'occupation des sols de la commune, telle qu'elle ressort de la base de données européenne d’occupation biophysique des sols Corine Land Cover (CLC), est marquée par l'importance des forêts et milieux semi-naturels (50,8 % en 2018), en augmentation par rapport à 1990 (49,6 %). La répartition détaillée en 2018 est la suivante : 
zones agricoles hétérogènes (32,6 %), milieux à végétation arbustive et/ou herbacée (26,4 %), forêts (24,4 %), prairies (16,4 %), zones urbanisées (0,2 %). L'évolution de l’occupation des sols de la commune et de ses infrastructures peut être observée sur les différentes représentations cartographiques du territoire : la carte de Cassini (XVIIIe siècle), la carte d'état-major (1820-1866) et les cartes ou photos aériennes de l'IGN pour la période actuelle (1950 à aujourd'hui).

### Lieux-dits et hameaux
- Bussunarits : Aphat ;
- Sarrasquette.

### Voies de communication et transports
Bussunarits-Sarrasquette est desservie par la route départementale D 120.

### Risques majeurs
Le territoire de la commune de Bussunarits-Sarrasquette est vulnérable à différents aléas naturels : météorologiques (tempête, orage, neige, grand froid, canicule ou sécheresse), inondations, feux de forêts, mouvements de terrains et séisme (sismicité moyenne). Un site publié par le BRGM permet d'évaluer simplement et rapidement les risques d'un bien localisé soit par son adresse soit par le numéro de sa parcelle.
Certaines parties du territoire communal sont susceptibles d’être affectées par le risque d’inondation par une crue torrentielle ou à montée rapide de cours d'eau. La commune a été reconnue en état de catastrophe naturelle au titre des dommages causés par les inondations et coulées de boue survenues en 1982, 1983, 2009 et 2014,.
Bussunarits-Sarrasquette est exposée au risque de feu de forêt. En 2020, le premier plan de protection des forêts contre les incendies (PDPFCI) a été adopté pour la période 2020-2030. La réglementation des usages du feu à l’air libre et les obligations légales de débroussaillement dans le département des Pyrénées-Atlantiques font l'objet d'une consultation de public ouverte du 16 septembre au 7 octobre 2022,.
Les mouvements de terrains susceptibles de se produire sur la commune sont des affaissements et effondrements liés aux cavités souterraines (hors mines). Afin de mieux appréhender le risque d’affaissement de terrain, un inventaire national permet de localiser les éventuelles cavités souterraines sur la commune.

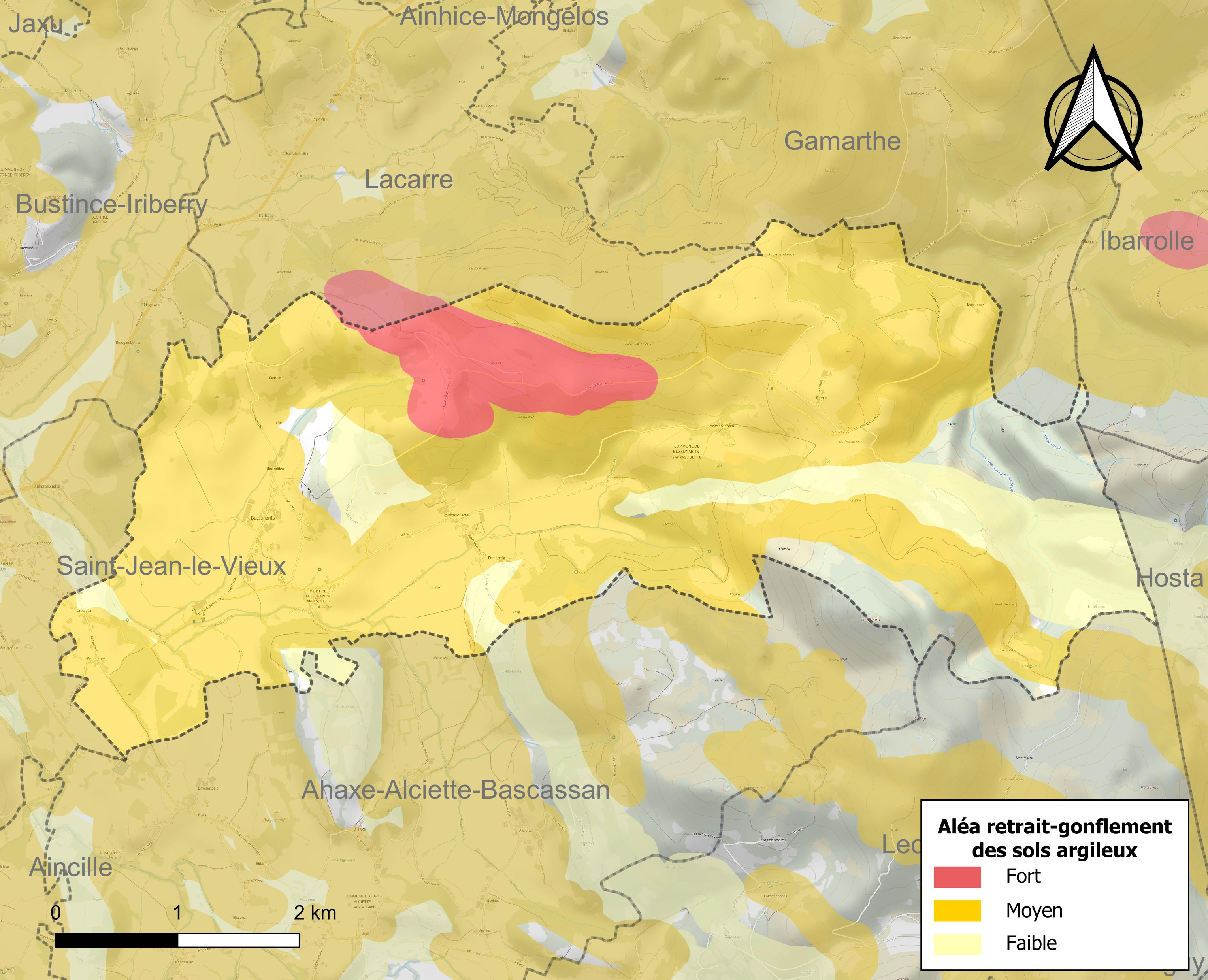
Carte des zones d'aléa retrait-gonflement des sols argileux de Bussunarits-Sarrasquette.

Le retrait-gonflement des sols argileux est susceptible d'engendrer des dommages importants aux bâtiments en cas d’alternance de périodes de sécheresse et de pluie. 79,2 % de la superficie communale est en aléa moyen ou fort (59 % au niveau départemental et 48,5 % au niveau national). Depuis le 1er octobre 2020, en application de la loi ELAN, différentes contraintes s'imposent aux vendeurs, maîtres d'ouvrages ou constructeurs de biens situés dans une zone classée en aléa moyen ou fort,.

## Toponymie

### Attestations anciennes
Le toponyme Bussunarits vient du basque Buzunaritze 'lieu de la tremblaie' ; il est documenté sous les formes 
Buçunaritz (1264), 
Bucinariz (1304), 
Buzunariz (1513, titres de Pampelune), 
Buçunaritz (1621, Martin Biscay), 
Butcunna (1650),
Busunarits (1665, règlement des États de Navarre) et 
Buznaritz (1703, visites du diocèse de Bayonne).
La forme populaire Duzunaritze est une corruption récente due à l'attraction paronymique de la forme verbale duzun (signifiant 'que vous avez') alors que le radical buzun-, tombé en désuétude, n'était plus compris.
Le toponyme Sarrasquette vient du basque Sarasketa 'lieu de saules cendrés' ; il est documenté sous les formes 
Sarasqueta (1264), 
Sarasquete (1413), 
Sarasqueta (1513, titres de Pampelune), toutes avec un -r- simple.

### Autres toponymes
Aphatea 'abbaye' est un ancien fief de Bussunarits vassal du royaume de Navarre mentionné sous la forme Aphat en 1863 dans le dictionnaire topographique Béarn-Pays basque.

### Graphie basque
Son nom basque actuel est Duzunaritze-Sarasketa,.

## Histoire
Au Moyen Âge, Sarrasquette disposait de son propre conseil mais formait une même paroisse avec Bussunarits. L'église est d'ailleurs située entre les deux villages.
La commune a été créée le 12 mai 1841 par la réunion des communes de Bussunarits et de Sarrasquette.

## Héraldique
| Blason | Blasonnement : Écartelé ; au 1 de gueules à la croix pommetée d'argent ; au 2 d'or au chêne arraché de sinople au sanglier de sable brochant sur le fût ; au 3 d'or à l'aigle de gueules au vol abaissé ; au 4 de gueules à quatre coquilles d'argent rangées deux et deux. |

## Politique et administration
| Période                                  | Période  | Identité           | Étiquette | Qualité |
| ---------------------------------------- | -------- | ------------------ | --------- | ------- |
| 1995                                     | 2008     | Jean Sallaberry    | DVD       |         |
| 2008                                     | 2020     | Philippe Poydessus |           |         |
| 2020                                     | En cours | Bruno Jauriberry   |           |         |
| Les données manquantes sont à compléter. |          |                    |           |         |

### Intercommunalité
La commune appartient à six structures intercommunales :
- la communauté d'agglomération du Pays Basque ;
- le syndicat AEP de Saint-Jean-le-Vieux et Bussunaritz ;
- le syndicat du RPI Hergaray ;
- le syndicat intercommunal pour l'aménagement et la gestion de l'abattoir de Saint-Jean-Pied-de-Port ;
- le syndicat intercommunal pour le soutien à la culture basque ;
- le syndicat mixte du bassin versant de la Nive.

## Population et société

### Démographie
L'évolution du nombre d'habitants est connue à travers les recensements de la population effectués dans la commune depuis 1793. Pour les communes de moins de 10 000 habitants, une enquête de recensement portant sur toute la population est réalisée tous les cinq ans, les populations de référence des années intermédiaires étant quant à elles estimées par interpolation ou extrapolation. Pour la commune, le premier recensement exhaustif entrant dans le cadre du nouveau dispositif a été réalisé en 2006.

En 2022, la commune comptait 211 habitants, en évolution de +3,94 % par rapport à 2016 (Pyrénées-Atlantiques : +3,78 %, France hors Mayotte : +2,11 %).
| 1793 | 1800 | 1806 | 1821 | 1831 | 1836 | 1841 | 1846 | 1851 |
| ---- | ---- | ---- | ---- | ---- | ---- | ---- | ---- | ---- |
| 276  | 294  | 275  | 295  | 314  | 294  | 536  | 544  | 528  |

| 1856 | 1861 | 1866 | 1872 | 1876 | 1881 | 1886 | 1891 | 1896 |
| ---- | ---- | ---- | ---- | ---- | ---- | ---- | ---- | ---- |
| 466  | 444  | 424  | 436  | 447  | 458  | 438  | 408  | 388  |

| 1901 | 1906 | 1911 | 1921 | 1926 | 1931 | 1936 | 1946 | 1954 |
| ---- | ---- | ---- | ---- | ---- | ---- | ---- | ---- | ---- |
| 370  | 364  | 364  | 317  | 319  | 303  | 324  | 305  | 291  |

| 1962 | 1968 | 1975 | 1982 | 1990 | 1999 | 2006 | 2011 | 2016 |
| ---- | ---- | ---- | ---- | ---- | ---- | ---- | ---- | ---- |
| 237  | 209  | 205  | 189  | 182  | 179  | 162  | 170  | 203  |

| 2021 | 2022 | - | - | - | - | - | - | - |
| ---- | ---- | - | - | - | - | - | - | - |
| 209  | 211  | - | - | - | - | - | - | - |

## Économie
La commune fait partie de la zone de production du vignoble d'Irouléguy et de celle de l'ossau-iraty. L'activité est principalement agricole.

## Culture locale et patrimoine

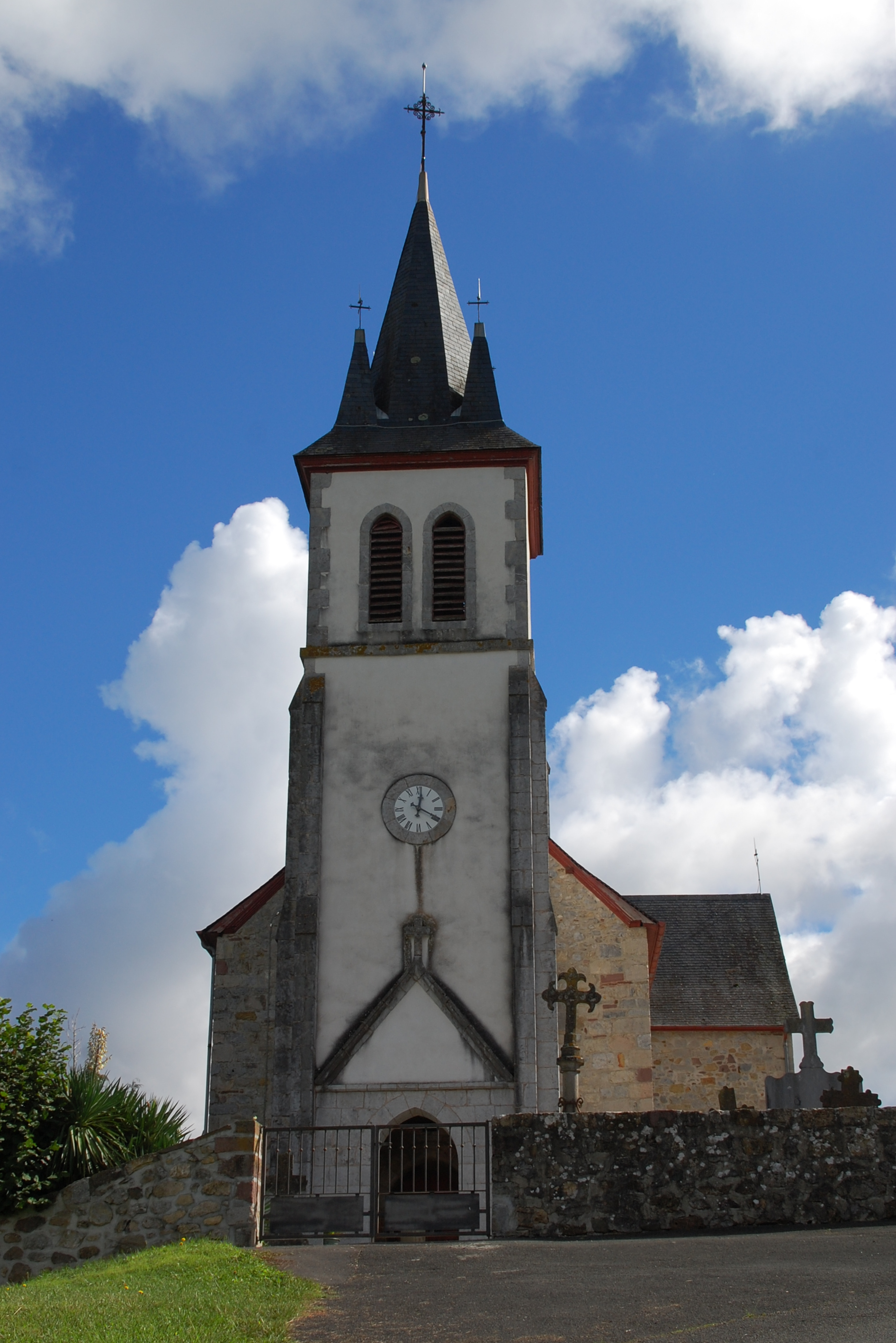
Église de Bussunarits-Sarrasquette.
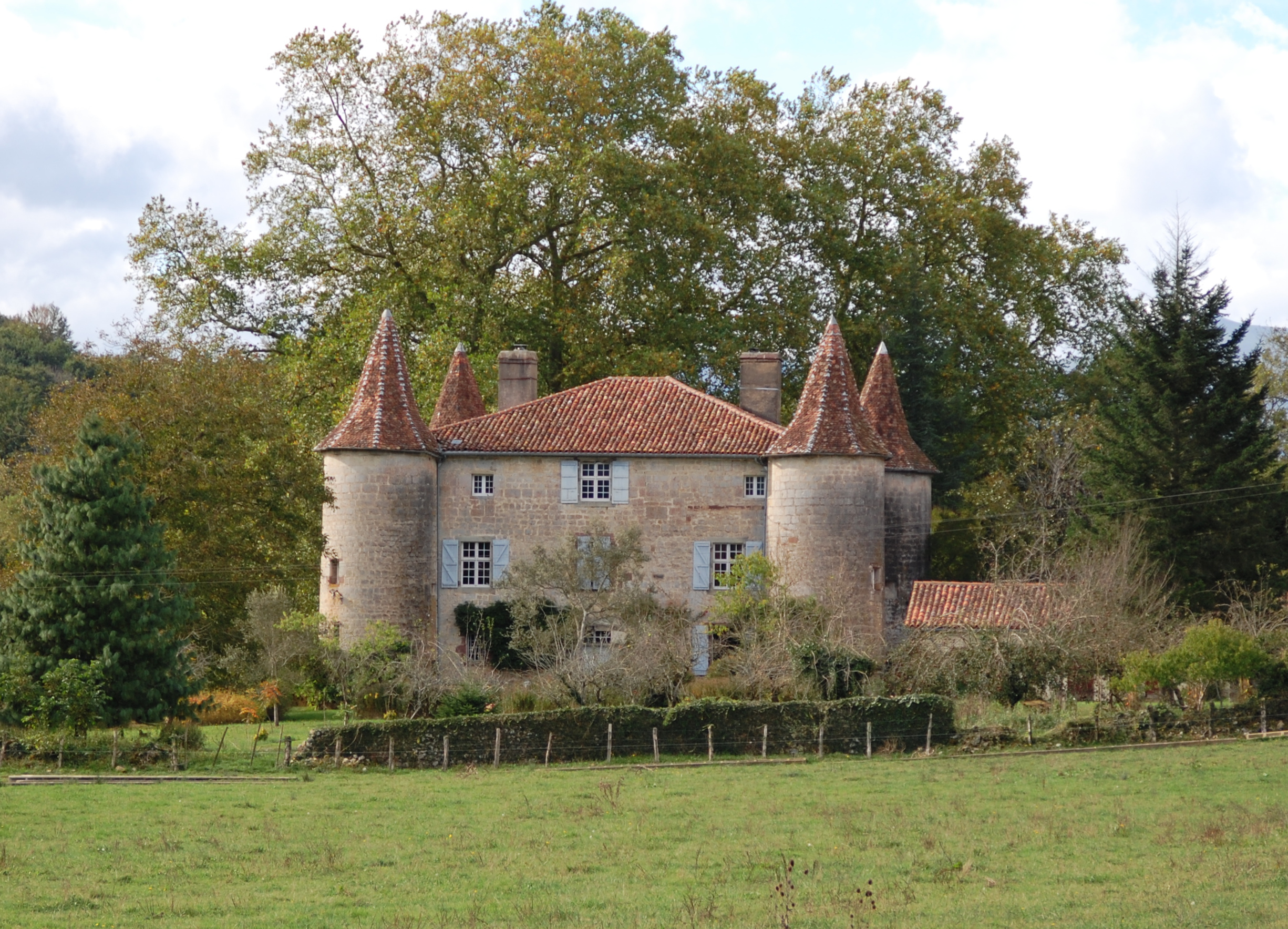
Château Aphatea.
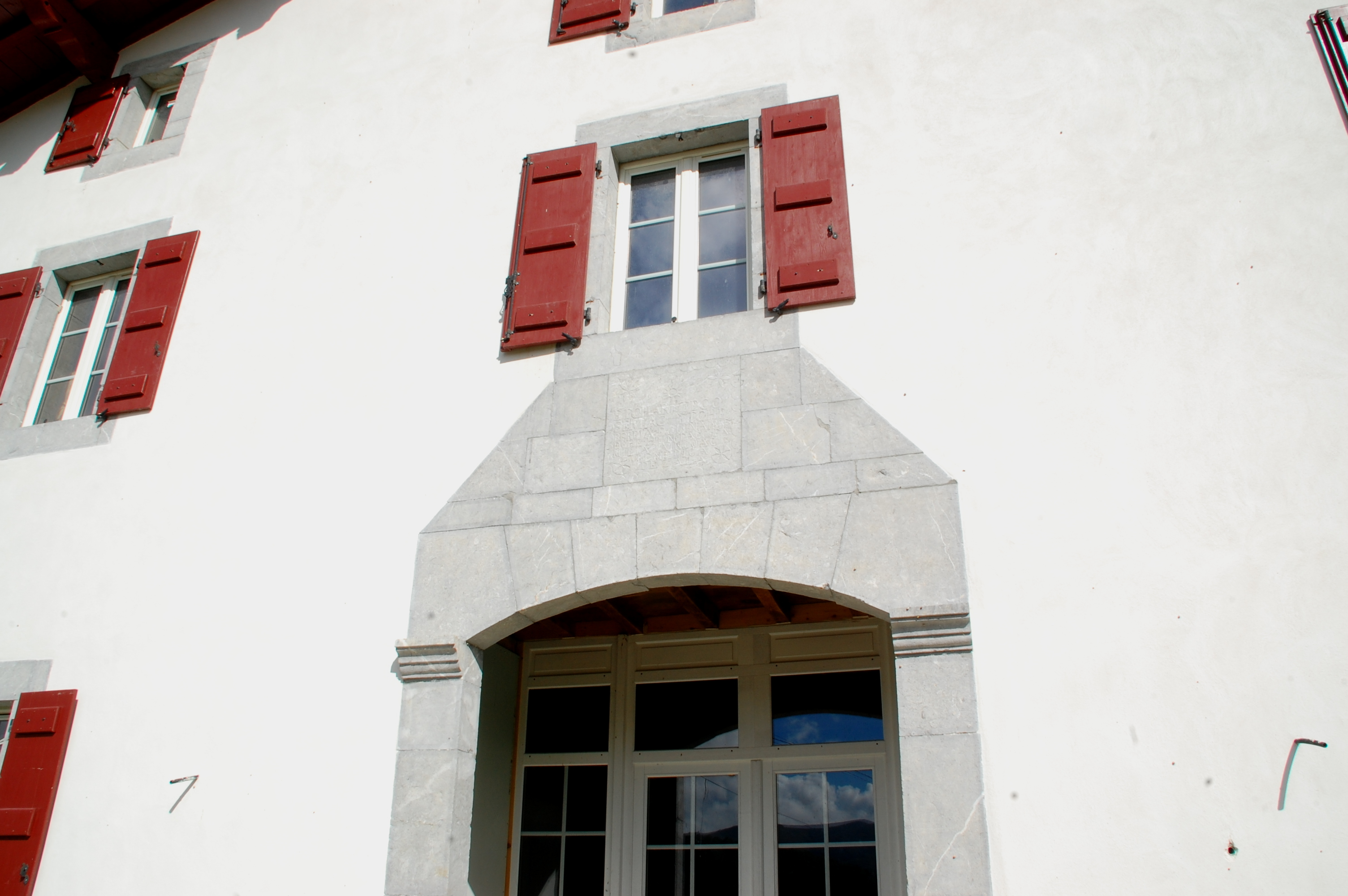
Maison de Sarrasquette.

### Langues
D'après la Carte des Sept Provinces Basques éditée en 1863 par le prince Louis-Lucien Bonaparte, le dialecte basque parlé à Bussunarits-Sarrasquette est le bas-navarrais oriental.

### Patrimoine civil
Le château d'Aphat date des XVe et XVIIIe siècles.

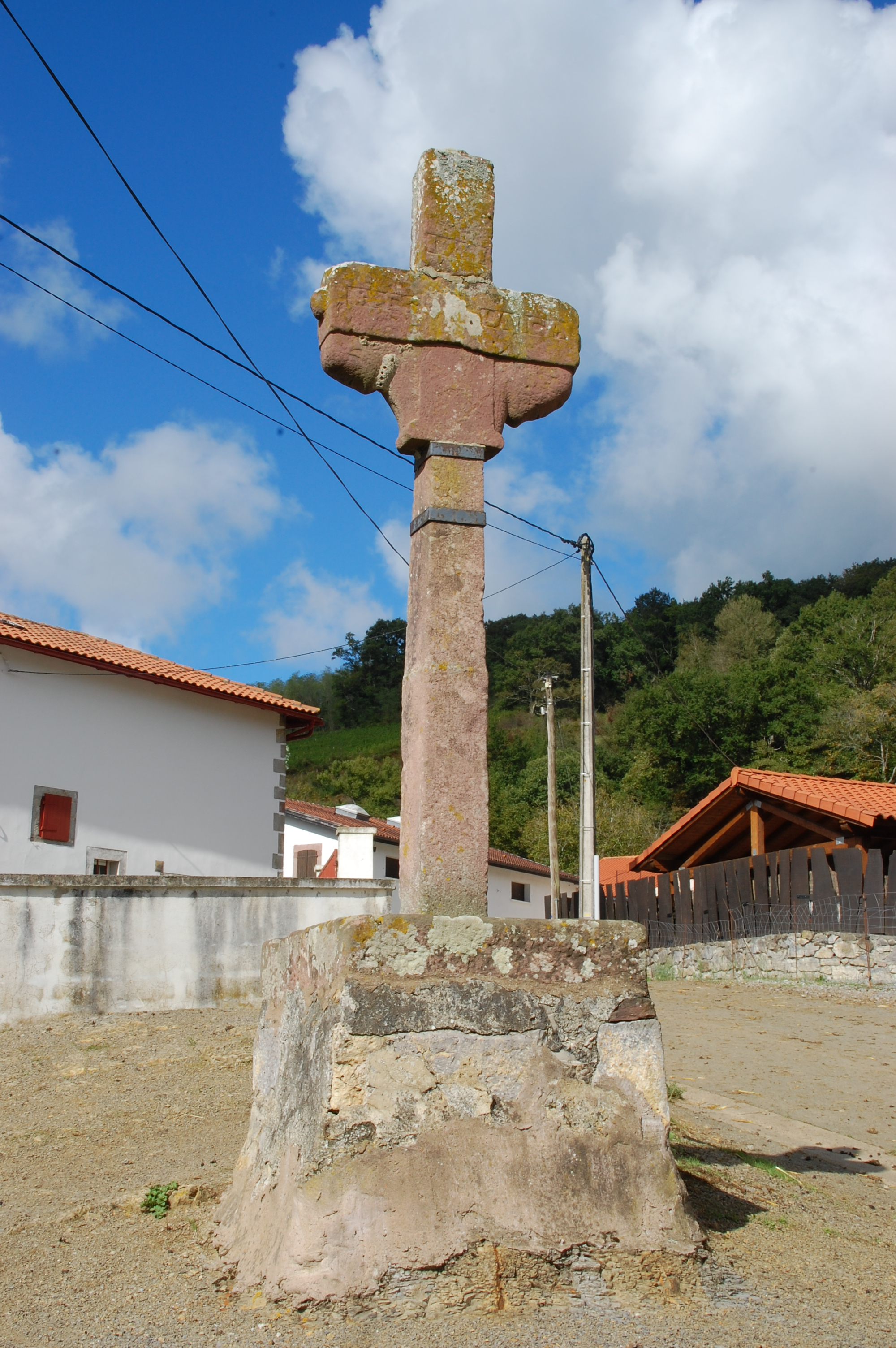
Croix de carrefour de Sarrasquette.

La croix de carrefour de Sarrasquette est inscrite aux monuments historiques, de même que celle située à l'entrée du cimetière.
La ferme Etxeparea date du XVIIe siècle ainsi que la maison Etxondoa.

### Patrimoine religieux
L'église Saint-Jean-Porte-Latine date du XVe siècle. Elle recèle une statue de Vierge à l'Enfant du XVIIe siècle et une statue de la même époque représentant sainte Catherine.

## Personnalités liées à la commune

### Nées auXVesiècle
Bernard d'Etchepare, né vers 1480 à Bussunarits-Sarrasquette, fut un prêtre qui rédigea le premier livre en basque.

### Nées auXIXesiècle
Martin Landerretche, né en 1842 à Bussunarits-Sarrasquette, est un bascologue, prêtre, écrivain et académicien basque français de langue basque.

## Pour approfondir